# ميكاسيرمين
ميكاسيرمين، الذي يُباع تحت الاسم التجاري إنكريليز، والمعروف أيضًا باسم عامل النمو الشبيه بالأنسولين البشري المؤتلف-1 (آر أتش آى جي أف-1)، هو شكل مؤتلف من عامل النمو الشبيه بالأنسولين البشري 1 (آى جي أف-1) والذي يستخدم على المدى الطويل-علاج قصور النمو وقصر القامة عند الأطفال المصابين بنقص آى جي أف-1 الأولي الشديد، على سبيل المثال بسبب نقص هرمون النمو أو متلازمة لارون (عدم حساسية هرمون النمو).
يبلغ عمر النصف البيولوجي لـميكاسيرمين حوالي 5.8 ساعات في الأطفال الذين يعانون من نقص حاد في عامل النمو الشبيه بالأنسولين-1 الأولي.
الدواء ذو الصلة هو ميكاسيرمين رينفابات (الاسم التجاري آيبليكس)، وهو عبارة عن مزيج من ميكاسيرمين (آرأتش آى جي أف-1)، والبروتين المرتبط بعامل النمو الشبيه بالأنسولين 3 (آى جي أف بي بي-3)، ووحدة فرعية مرتبطة بحمض البروتين المرتبط بعامل النمو الشبيه بالأنسولين (آى جي أف آي ال أس) كمركب ثلاثي. يعمل المركب على إطالة عمل الميكاسيرمين في جسم الإنسان؛ عمر النصف للميكاسيرمين عندما يتوفر لأن هذا المركب هو 13.4 ساعات في الأفراد الذين يعانون من نقص شديد في عامل النمو الشبيه بالأنسولين-1 الأولي.

## روابط خارجية
- "Mecasermin". Drug Information Portal. U.S. National Library of Medicine. مؤرشف من الأصل في 2022-08-10.